# Cissus miegei
Cissus miegei är en vinväxtart som beskrevs av Tchoume. Cissus miegei ingår i släktet Cissus och familjen vinväxter. Inga underarter finns listade i Catalogue of Life.